# Christian Gross
Christian Jürgen Gross (* 14. srpna 1954 Curych) je švýcarský fotbalový trenér a bývalý fotbalista, naposledy trénoval klub FC Schalke 04 v německé lize Bundeslize.